# Bleach Filmul: Decolorare Spre Negru
Bleach Filmul: Decolorare Spre Negru al seriei anime Bleach se bazează pe seria manga Bleach de Tite Kubo. Bleach Filmul: Decolorare Spre Negru din Bleach, serie de anime, este regizat de Noriyuki Abe și produs de Studioul Pierrot și TV Tokyo și a avut premiera pe data de 13 decembrie 2008 la cinema în Japonia.

## Povestea
Un misterios „reiatsu” (particulă spirituală) explodează în centrul Seireitei în Soul Society, determinându-l să fie distrus. În același timp, o schimbare majoră o depășește pe Kuchiki Rukia, lăsând a pierde ceva important în interior. Urahara Kisuke îl trimite pe Kurosaki Ichigo în Soul Society pentru a investiga perturbarea. După ce ajunge în Seireitei, Ichigo este atacat de shinigami, aliații săi, care nu au nici o memorie despre el și Rukia. Acum singur și pe fugă, Ichigo trebuie s-o găsească pe Rukia și să descopere cauza incidentului misterios înainte de a fi prea târziu.